# إيفور لوتون
إيفور لوتون (بالإنجليزية: Ivor Lawton)‏ هو لاعب كرة قدم بريطاني في مركز الوسط، ولد في 5 سبتمبر 1995 في كوفنتري في المملكة المتحدة. لعب مع كوفنتري سيتي.

## وصلات خارجية
- إيفور لوتون على موقع قاعدة بيانات كرة القدم.إي يو (الإنجليزية)
- إيفور لوتون على موقع Soccerbase.com (لاعب) (الإنجليزية)
- إيفور لوتون على موقع Soccerway.com (الإنجليزية)